# Louis Dantin
Pour les articles homonymes, voir Dantin.
Louis Dantin, de son vrai nom Eugène Seers, né le 28 novembre 1865 à Beauharnois (Québec, Canada), décédé le 17 janvier 1945 à Boston (Massachusetts, États-Unis), est un critique, poète et romancier québécois.

## Biographie
Il est le fils de Louis-Alexandre Seers (1834-1927) et d'Henriette-Héloïse Perrin (1832-1917). Admis au Barreau en 1861, ce dernier possède une étude d'avocat à Beauharnois et sera rédacteur du journal Le Drapeau de Beauharnois de 1875 à 1883. Le couple aura cinq enfants : Louis-Joseph-Eugène Seers (1864-1865), Ferdinand-Joseph-Eugène Seers (1865-1945), Berthe (1867-1951), Eugénie (1868-1946), Joseph-Arthur-Alexandre Seers (1870-1881) et Léonidas Delvecchio Seers (1874-1894).

### Études
Eugène Seers (Louis Dantin) naît à Beauharnois le 28 novembre 1865. Enfant prodige, il ne fréquente pas l'école primaire. À l'âge de neuf ans, il commence son cours classique au Collège de Montréal, et entre en classe de syntaxe en décembre 1875. Élève brillant, il rafle la plupart des prix. Ayant dû interrompre sa classe de belles-lettres en 1878, sans doute pour des raisons de santé, il la reprend l'année suivante. En 1881, il entre au Séminaire de philosophie. En 1882-1883, il ne fréquente pas le séminaire : selon une hypothèse vraisemblable, il est retenu à la maison pour des raisons de santé. Ayant annoncé à son père son intention de devenir prêtre, ce dernier est déçu à l'idée que son fils ne devienne pas avocat et décide de lui faire terminer son année de Philosophie chez les Sulpiciens à Issy-les-Moulineaux. Eugène quitte la maison paternelle pour l'Europe, dès le mois de juin 1883, afin de voyager en France et en Italie avant la rentrée scolaire.

### Entrée dans les ordres
Lors d'une retraite en Belgique, chez les Pères du Très-Saint-Sacrement, il a une expérience mystique qui le décide à entrer dans cet ordre religieux, ce qu'il fait le 25 juillet 1883. Il part alors pour Rome, où il fait trois ans d'étude de philosophie à l'Université Grégorienne. Il est ordonné sous-diacre en 1887 et reçoit son ordination sacerdotale le 22 décembre 1888, en l'église Saint-Sulpice à Paris.
En juin 1889, il devient assistant du maître des novices de la maison de Bruxelles. Il publie son premier conte, « Le froment de Bethléem ». Le 17 octobre 1890, il est nommé supérieur de la maison de Bruxelles et maître des novices. Il occupera ce poste durant trois ans. À l'été 1893, il devient supérieur de la maison de Paris et assistant général de la communauté. Il collabore à la revue de la communauté, Le très Saint-Sacrement, avec des informations sur les activités de la communauté.
À la suite d'une crise religieuse, aggravée par sa relation amoureuse avec une jeune fille de Bruxelles, Charlotte Beaufaux, il veut quitter la communauté, mais accepte finalement d'y rester par égard pour ses parents. Il rentre à Montréal le 31 octobre 1894. Tout en continuant à vivre dans la communauté, il se tient à l'écart et travaille à l'imprimerie de la congrégation.

### Exil volontaire à Boston
Le 25 février 1903, il quitte les ordres et part pour les États-Unis. Il est accompagné de Clotilde Lacroix dont il aura un fils en février 1904, Joseph-Déodat. Installé à Cambridge (Massachusetts), il travaille comme typographe chez Caustic-Claflin durant une dizaine d'années. En 1912, il achète une maison au 97 Walden St., Cambridge. Il possède une petite presse à pédale sur laquelle il imprime occasionnellement des fascicules de poésie pour des amis. En 1919, il devient correcteur d'épreuves à l'imprimerie de l'Université Harvard. Il y restera jusqu'à sa retraite forcée, en février 1938.
Sa vie sexuelle et amoureuse est très mouvementée : la Femme prend dans son imaginaire la place qu'y occupait la figure du Christ et est célébrée dans des poèmes et chansons. Après le départ de Clotilde en 1909, il a une relation soutenue avec Florence Crawford (1912-1922) et Rose Carfagno (1928-1944), qui se sont toutes deux confiées à Gabriel Nadeau bien des années plus tard. Le grand amour de Dantin semble toutefois avoir été Frances Maria Fields-Johnston (1922-1924) à laquelle il consacrera son unique roman, Les enfances de Fanny, publié à titre posthume. À partir de 1929, il a également une correspondance avec Charlotte Beaufaux, qui a trouvé son adresse et à qui il enverra de l'argent durant la guerre.

Il ne fera que trois brefs retours au Québec : le 9 août 1909, lors d'une tentative avortée de réconciliation avec son père; le 30 août 1930, pour une fête organisée en son honneur par Alfred Desrochers à Sherbrooke, à laquelle participaient une vingtaine d'écrivains, et le 18 juillet 1931 également à Sherbrooke, où il donne une conférence intitulée « La langue française, notre instrument d'expression littéraire ». En dépit de diverses offres de ses amis cherchant à le faire revenir au Canada, en lui offrant un poste de consul ou un travail à Québec ou à Ottawa, Dantin choisit de rester à Cambridge. Il revient sur la question lors de sa mise forcée à la retraite, en 1938. À des amis qui le pressaient de revenir vivre au Québec, il répond : 

« j'aime mieux vivre sous le régime large, humain, progressif de Roosevelt, que sous la férule moyenâgeuse de Duplessis! Quel attrait (sauf celui d'amitiés précieuses) peut-on concevoir à un Québec voué aux plus tyranniques et aux plus sottes intolérances, occupé à barrer d'obstacles toutes les avenues d'un meilleur avenir? »

Dans une lettre du 14 janvier 1942 à Gabriel Nadeau, il revient toutefois avec une certaine amertume sur cet exil volontaire : 

« ma vie aussi bien que mes œuvres sont sous le poids d'un ostracisme qui, depuis quarante ans, m'a séparé de mes concitoyens et rendu étranger à leur monde et à leurs pensées. »

Atteint en 1943 d'un début de cécité, il finit par perdre complètement la vue. En 1944, il est opéré d'un cancer et entre dans une maison pour convalescents non loin de chez lui. Il meurt le 17 janvier 1945 et est enterré à Brighton (Massachusetts).

## Activité littéraire

### Poésie

#### Évolution
Dantin publie épisodiquement des poèmes, une cinquantaine en tout, jusqu'à la fin de sa vie. En janvier 1898, il fonde, édite et met en page Le Petit Messager du Très Saint-Sacrement dans lequel il publie, à partir du mois d'avril, ses premiers poèmes sous le pseudonyme de Serge Usène (anagramme d'Eugène Seers). Ces premiers poèmes sont d'inspiration nettement religieuse : « Le pélican », « Deus absconditus », « Paysage », « Le nénuphar », « Les étoiles », « Ima summis », « Soleil d'hiver », « Mysterium fidei », « Le voile », « L'hostie du maléfice ». Sous sa direction, le tirage du Petit Messager sera de 3 000 exemplaires en 1898 pour monter graduellement à 20 000 en 1902.
Durant cette période, il est en contact fréquent avec Émile Nelligan, dont il commente les ébauches. Ayant écrit un poème en compétition avec lui, « Les Déicides », il avoue avoir trouvé sa propre version tellement inférieure à celle de Nelligan qu'il l'a détruite.
De plus en plus intéressé par la littérature, il assiste à des séances publiques de l'École littéraire de Montréal, notamment celle de 1899 où Émile Nelligan lit son poème « La romance du vin », qu'il considère comme le chef-d'œuvre du jeune poète.
L'année 1900 marque un tournant dans son inspiration. Dantin abandonne le sujet religieux pour se centrer sur son espace intérieur ou des événements de sa vie personnelle dont sa production littéraire se fera l'écho. Comme le note son premier biographe et légataire Gabriel Nadeau : « toute crise chez Dantin, toute émotion forte finit par devenir de la littérature et passer dans son œuvre. »

En juin de cette année, il se joint aux collaborateurs du journal Les Débats et adopte le pseudonyme Louis Dantin. Le directeur du journal, Louvigny de Montigny, a raconté sa première rencontre avec Dantin : 

« Nous étions si étonnés d’être importunés, au beau milieu d’une discussion entre collaborateurs, par l’arrivée de cet ecclésiastique que nous n’avions jamais vu, que notre première réaction fut de l’éconduire au plus tôt. Ce n’est que lorsqu’il m’eut fait part de son désir de collaborer à mon journal sous un pseudonyme que je m’engageais à garder secret que je l’invitai à s’asseoir. Et je n’eus qu’à me féliciter de cette remarquable recrue pour notre journal. »

Il publie dans ce journal le poème « Âme-Univers » (10 juin 1900), qui décrit le chaos psychologique dans lequel il se trouve plongé à ce moment de sa vie. Ce poème est suivi de « Sympathie astrale » (1er juillet 1900) dans lequel il évoque un amour perdu. Le sonnet « Optimisme », qui paraît en septembre 1900, explore les contrariétés qui caractérisent l'existence : « Rien n'est souffrant ou vil qu'un idéal n'élève / Et qui n'ait son reflet dans le prisme du Beau ». Il publie aussi des poèmes à contenu politique, tel « Retour de chasse. La guerre des Boers » (12 août 1900) et « Les Trente deniers » (30 septembre 1900).
En août 1900, il publie Franges d'autel, un recueil comprenant les poèmes publiés dans Le Petit Messager ainsi que des poèmes d'Émile Nelligan (« Les communiantes », « La réponse du crucifix », « Communion pascale », « Les déicides » et « Petit vitrail »), Lucien Rénier, Arthur de Bussières, Albert Ferland, J.-B. Lagacé, Amédée Gélinas, Louis Fréchette et Louis Dantin (« Processions »), son nouveau pseudonyme. Dans cet ouvrage, d'une typographie soignée et qui est illustré dans le style art nouveau par Lagacé, « Poésie et sacré sont amalgamés : la démarche est consciente, systématique, sensationnaliste. »
Par la suite, son changement d'inspiration poétique devient encore plus net comme le signale le fait que Dantin désigne dès lors ses poèmes comme des chansons. Celles-ci racontent un événement de sa vie ou un aspect de son évolution : Chanson javanaise (1930) est publié de façon anonyme et évoque Fanny, « Brune almée, chaude fleur d'Afrique ». La triste histoire de Li-Hung Fong (1930) est un long poème narratif relatant un amour contrarié par la xénophobie ambiante dans la ville de Beauharnois. Dantin l'a joint au recueil La Vie en rêve sous la rubrique des contes de Noël. Il publie également sans nom d'auteur Chanson citadine (1931) consacré à Rose. En 1932, Chanson intellectuelle dresse le bilan de son évolution. En 1938, il publie La Complainte du chômeur.
Sa Chanson funéraire, impossible à dater, fait une sorte de bilan de sa vie amoureuse, évoquant les trois femmes qui ont le plus compté dans sa vie : Charlotte Beaufaux, Fanny/Frances Johnston et Rose Carfagno. Pour le critique Paul Beaulieu, ce poème met en évidence le dualisme qui traverse la vie de Dantin, tiraillé entre deux tendances « l'une de fidélité à un idéal et l'autre animée par l'attirance irrésistible de la passion charnelle ».
Ses derniers poèmes ne seront publiés qu'après sa mort, tant le traitement de l'érotisme y était contraire aux normes de l'époque, tels les poèmes « À une belle masseuse », « Stance païenne », « Litanie - symbole », publiés dans Poèmes d'Outre-Tombe (1962) et, plus encore, « Chanson - nature », publié dans Un Manuscrit retrouvé à Kor-El-Fantin (1963).

#### Caractéristiques
Comme le note un critique à propos de l'œuvre poétique : « Dantin aura été un poète tout à fait quelconque au temps de sa prêtrise, mais il deviendra un poète intéressant après avoir quitté la religion. [...] Sa veine deviendra populiste et les apocopes et aphérèses donneront à ses chansons une sorte de rythme de rap, remplaçant les sonnets forcés et les processions d’alexandrins. » Cette poésie en forme de chanson « exploite divers niveaux de langue, a les marques de l'oralité, a quelque chose de prosaïque tout en étant mélodieuse, naïvement scandée ». Elle est dans la ligne de Jean Richepin, Jehan Rictus et Jean Narrache.

En intellectuel, Dantin ne se laisse pas aller de façon libre à son inspiration mais contrôle rigoureusement sa matière : 

« Chaque pièce est composée, construite; il y a un plan, une ordonnance, qui règle la distribution des pensées et le rythme général. En second lieu, et c'est une des plus frappantes qualités de ces poèmes, une fois le sujet choisi et sa manière, le ton, le mètre, le rythme, les images, les mots, tout sera exactement ajusté à ce sujet et à cette manière, formant une œuvre profondément cohérente et une sous tous ses aspects. »

### Contes
Son premier conte s'intitule « Le Froment de Bethléem » (1889). Par la suite, il publie « Pauline » (22 juillet 1900), « Rose-Anne – Nouvelle cacounaise » (19 août 1900), « La locomotive » (novembre 1900), « Noël intime », (décembre 1900). Après une longue période sans écrire, il revient au conte avec « Tu tousses ? » (1921), « Le Noël de Caroline » (1921), « Sympathies » (1922), « Le risque » (1922), « La messe de Florent Létourneau. Conte de Noël » (1926), « Printemps. Nouvelle » (1927), « Cistus. Conte de Noël » (1928), « La comète. Conte de Noël » (1929), « Réri. Conte de Noël » (1931), « L’invitée. Conte de Noël » (1932), « Fantôme de Pâques. Conte » (1938), « L’aventure de Léon Millaud. Conte de Noël » (1938), « Le bonhomme Noël se rachète. Conte de Noël » (1939).

### RomanLes Enfances de Fanny
À partir de 1935, il commence à écrire un roman, Les Enfances de Fanny, qui raconte l'histoire d'une femme noire, Fanny Lewis (alias de Frances-Maria Fields-Johnston), et sa rencontre avec son double fictif, Donat Sylvain (anagramme de Louis Dantin). Leur histoire d'amour ne durera pas longtemps, car Frances rencontrée en octobre 1922, mourra de cancer moins de deux ans plus tard. Dantin explique ainsi son projet : « J'ai entrepris une sorte de roman, Les Enfances de Fanny, où j'étudie des âmes que j'ai observées, mais qui sans doute n'intéressent que moi. » Il y travaillera jusque dans les dernières années de sa vie et le termine en 1943 avec l'aide de son ami Rosaire Dion-Lévesque à qui il dicte les dernières pages, étant alors atteint de cécité.

Il se refuse toutefois à le publier de son vivant et s'en explique ainsi à Nadeau en avril ou mai 1944 : 

« Ce livre ne verra jamais le jour ; il causerait un scandale. Voyez l'agitation soulevée par le roman de Lillian Smith. Pourtant ce roman touche à des questions moins brûlantes, et surtout la personnalité de l'auteur n'y est pas engagée. Tandis que Fanny, c'est une tranche de ma vie; c'est le souvenir d'une époque où j'étais complètement désemparé, où je quêtais de l'affection comme un pauvre demande du pain. J'ai bravé alors les conventions du monde, et aujourd'hui je ne rougis pas de cet attachement : un sentiment humain appartient à l'humanité. Fanny, c'est une dette de reconnaissance. En la payant, j'ai achevé de me dépouiller et de mettre mon cœur à nu. »

L'ouvrage de Lillian Smith auquel il fait allusion est Strange Fruit, un roman situé en Géorgie, qui raconte la relation amoureuse entre un jeune blanc de famille riche et une servante noire très éduquée. Cet ouvrage avait créé un tel scandale que la vente en avait été interdite à Boston par le commissaire de police dès le 25 mars de la même année et la distribution en avait aussi été interdite par le U.S. Postal Service.
Dantin espère cependant « qu'un antiquaire peut-être l'exhumera dans cinquante ans, après la défaite des Mussolinis, des Hitlers, et le retour aux lois de la fraternité humaine »... Rosaire Dion-Lévesque publiera le roman en 1951.
Dans l'importante préface qu'il consacre à ce roman, Pierre Hébert en souligne l'importance à un triple point de vue : « histoire de son auteur, histoire des lettres canadiennes-françaises et histoire culturelle ». Même s'il comporte des éléments de la biographie de Dantin, il ne s'agit pas d'un roman autobiographique mais plutôt d'une « figuration de soi », selon le concept de Laurent Jenny que Pierre Hébert applique à cette œuvre, en établissant des liens avec d'autres textes de Dantin. Il signale ainsi des parentés avec le conte « Sympathies », paru en 1922, soit six mois avant de placer la petite annonce qui mènera à la rencontre de Frances, le grand amour de sa vie après Charlotte, et qui sera transposée dans le personnage de Fanny. Mais le plus important des textes du cycle de Fanny est le long poème « Chanson javanaise » (1930) qui raconte en 485 vers « l'aventure d'un marin dans les mers de l'Inde avec une négresse » et qui est d'abord publié de façon anonyme en 1930.
En dépit de ses faiblesses formelles, l'ouvrage est dans l'ensemble assez bien accueilli par la critique. Sébastien Joachim voit dans le personnage central du roman « le premier grand rôle noir dans le roman noir américain d'expression française. » Par ce roman, Louis Dantin a « inscrit son histoire personnelle dans celle de sa collectivité américaine; il nous donne à lire "un roman américain, mais écrit en français". »
Dans cet ouvrage, Dantin se montre « convaincu et avocat de l'égalité des races ». Dans un article publié en 1920 dans Le Matin de Port-au-Prince, il écrit : « pour ma part, j'ai toujours été au-dessus de tout préjugé de race. Je considère la couleur d'un homme comme une simple question ethnique n'intéressant en rien sa valeur intime et ses droits sociaux ». Après le décès de Fanny/Frances, il restera en contact avec son fils Stanley qu'il assure de son indéfectible amitié et qu'il aidera à l'occasion.

### Critique littéraire

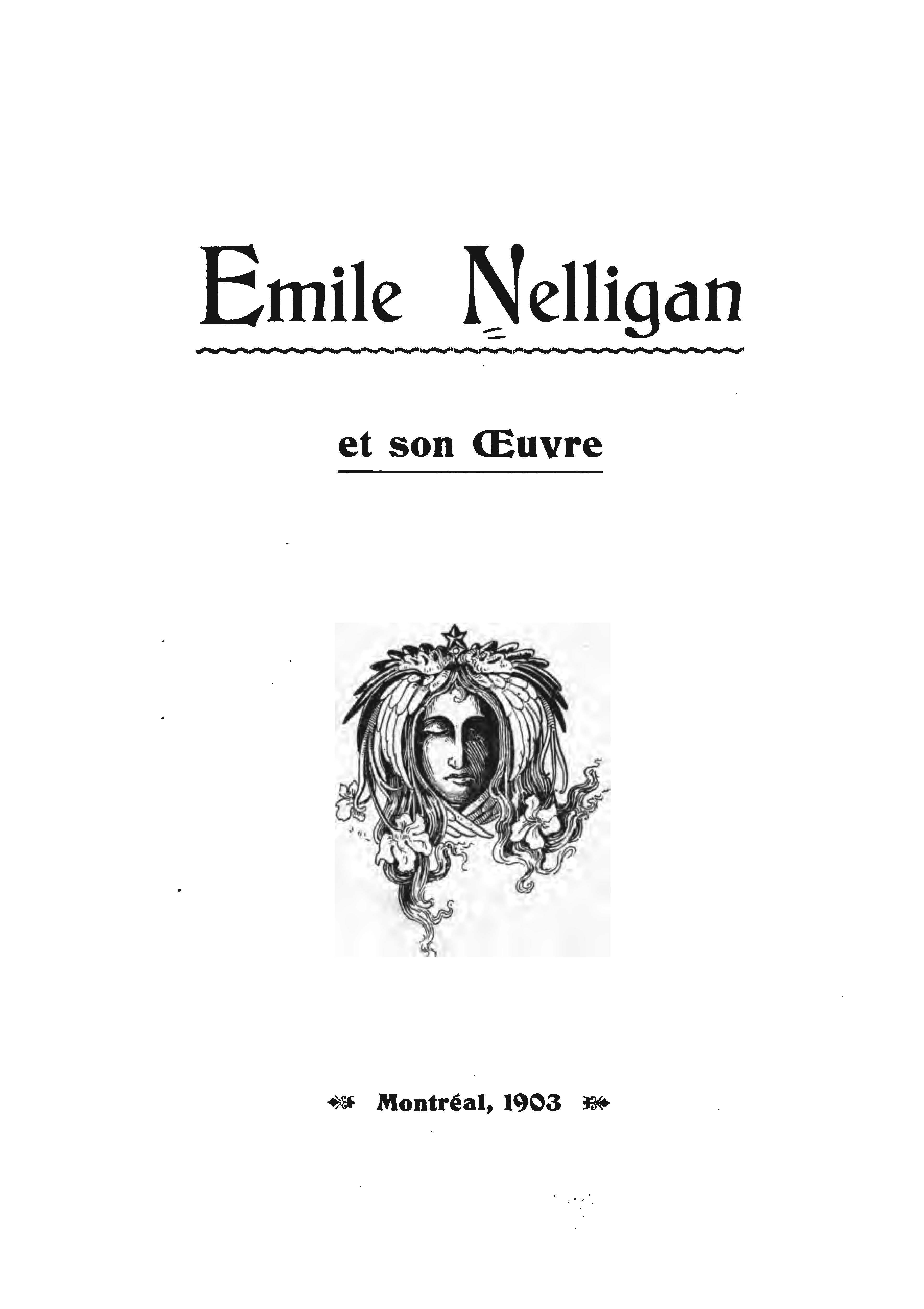
Page couverture intérieure du recueil Émile Nelligan et son œuvre

#### Un critique influent
Entre 1901 et 1902, tout en restant à l'intérieur de sa communauté, il travaille à un article critique en sept tranches sur la poésie de Nelligan, article qui sera publié dans Les Débats entre le 17 août et le 28 septembre 1902. Cette étude, légèrement remaniée, servira de préface à Émile Nelligan et son œuvre (1903), ouvrage qui contient les poèmes d'Émile Nelligan. Il dispose pour ce faire des manuscrits de Nelligan que lui a confiés la mère du poète, interné depuis le mois d'août 1899. Dantin fait un tri dans cet amas de cahiers et en fait la révision linguistique. Il sollicite l'avis de Louvigny de Montigny et d'Olivar Asselin sur le choix des poèmes. Cette étude d'une grande finesse critique fera sa réputation et établira le jeune Nelligan au panthéon de la poésie québécoise : 

« Et franchement, oui franchement, Émile Nelligan n'existerait pas aujourd'hui, ou à peu près pas, si Louis Dantin n'avait eu le courage, pour ne pas écrire l'audace quasi scandaleuse, de ramasser les perles d'un pareil écrin pour en composer la plus belle œuvre (en tout cas la plus originale) qui honore la littérature canadienne. D'avoir révélé au public les poèmes de ce Meurtri du Destin; d'en avoir écrit surtout une préface magistrale qui tomba, tel un coup de tonnerre sur le monde effrayé de nos lettres, voilà le plus beau titre de gloire de Louis Dantin. Car il faut bien l'avouer : par la voix autorisée, maîtresse et artiste d'un critique, Nelligan prenait enfin possession de son rang, c'est-à-dire le premier. Depuis, il ne fut guère dépassé. Je doute qu'il ne le soit jamais. [..]
Il [Dantin] entrait donc, en 1903, dans le domaine de la critique par la porte royale d'une introduction fameuse et définitive à l'œuvre de Nelligan. Ainsi, il posait les assises de sa renommée comme écrivain de race et comme révélateur de l'art poétique en terre canadienne. »

En 1902, il aide Louvigny de Montigny à réviser la pièce Boules de neige, qui gagnera le prix du théâtre des Nouveautés l'année suivante.
En 1903, il travaille à l'édition du livre Émile Nelligan et son œuvre, mais ne peut aller plus loin que la page 70, car il quitte Montréal le 25 février. Charles Gill terminera le travail d'édition et le recueil sera finalement publié aux éditions Beauchemin en 1904.
Il restera silencieux durant les premières années de cet exil volontaire. Il n'écrit pas une ligne au cours des cinq années qui suivent, mais se tient au courant de l'activité littéraire montréalaise grâce à son abonnement au journal La Presse.
En 1909, il reprend contact avec le milieu littéraire montréalais par une première lettre adressée à Germain Beaulieu. Son attention a en effet été attirée par l'annonce de la création d'une nouvelle revue, Le Terroir, dans laquelle paraissent quelques poèmes de Nelligan. Ce sera le début d'une correspondance avec Beaulieu qui durera toute sa vie.
Jules Fournier retient plusieurs de ses poèmes dans son Anthologie des Poètes (1920) ; il évoque la magistrale préface de l'œuvre de Nelligan et présente ainsi son auteur : « Nom imaginaire d'une personnalité qui veut rester mystérieuse... ses aventures ont été surtout intellectuelles et n'ont guère eu d'autres témoins que son âme et sa conscience... Il avait pour les lettres une vocation bien déterminée qu'il n'a pu poursuivre... »
De 1920 à 1942, il publie des essais critiques, notamment dans la Revue moderne de Madeleine et dans L'Avenir du Nord. Durant cette période, il est le critique littéraire le plus influent du Québec après Camille Roy. Dantin fait découvrir des poètes comme Alfred Desrochers et Paul Morin. De 1938 à 1944, il publie dans le journal Le Jour près de 160 articles sur le livre américain.

#### Principes critiques
Dans ses essais critiques, Dantin défend l'idée de l'existence d'une littérature canadienne-française contre ceux qui la nient, notamment Jules Fournier. Toutefois, « il ne se faisait pas d'illusions sur la valeur de cette littérature, mais il estimait que la nier serait la desservir dangereusement. » Il prend position contre ceux qui prônent une littérature étroitement régionaliste dans son inspiration : « Pour lui, la littérature régionaliste n'était qu'une province de la littérature et il rappelle que la littérature « avant d'être l'expression d'une race est l'expression de l'âme humaine ». » Il combat également ceux qui, comme Harry Bernard et Albert Pelletier, veulent intégrer du vocabulaire spécifiquement canadien dans leurs œuvres : « En principe, j'estime que cet argot, sauf des cas très rares, ne mérite pas qu'on l'imprime : c'est bien assez de l'entendre chaque jour sans avoir à le lire! » En revanche, il admirait l'usage adroit et justifié des régionalismes dans les œuvres de Louis Hémon, Ringuet et Léo-Paul Desrosiers.

Dantin aborde la critique avec une grande réceptivité d'esprit : « Non seulement il faut juger les œuvres avec une largeur sympathique; il faut les replacer dans leur milieu, dans leur époque, et les juger aux normes de leur temps. »  La première question à poser à une œuvre est de découvrir ce que l'auteur a voulu faire, et, à partir de là, examiner et évaluer le résultat. Comme le note un spécialiste de son œuvre critique : 

« Pour lui, tout sujet, pourvu qu'il ait quelque intérêt et une certaine originalité, pouvait devenir la matière d'une œuvre littéraire. La qualité fondamentale qu'il réclame, c'est la vérité, cette vérité qui porte des noms divers selon les genres : justesse, impartialité, vraisemblance, exactitude, authenticité, sincérité. »

Dans une critique d'un recueil de Robert Choquette, il développe l'idée que l'art ne peut être soumis qu'à ses propres lois : « Il y a des péchés lyriquement beaux, des chutes morales dramatiquement superbes ». Cette position sera vivement attaquée par Edmond Léo (pseudonyme du R. P. Arnaud Chossegros). Dantin revient sur la question dans un article intitulé « L'art et la morale » (1927) où il argumente contre une critique moralisante et défend l'autonomie de l'art par rapport à la morale,: « J'ai pu dire qu'il y a des péchés lyriquement beaux, des chutes morales dramatiquement superbes, parce que ce qui est intime, intense, mystérieux, humain, même dans une faute, est d'un intérêt palpitant, garde par là de la beauté. »

### Correspondance
Dantin a laissé quelque 2 500 lettres. Il entretient une correspondance suivie avec de jeunes écrivains qui le consultent et dont il commente très honnêtement les textes. Il ne se contente pas de critiquer, mais fournit aussi des pistes pour l'amélioration des poèmes et textes divers qui lui sont soumis. Il donne ainsi des conseils à Germain Beaulieu, Alphonse Beauregard, Robert Choquette, Rosaire Dion, Alfred DesRochers. Il conseille aussi, mais dans une moindre mesure, Éva Sénécal, Simone Routier, Jean Bruchési, Georges Bugnet, Marie Retté, Jovette Bernier, Alice Lemieux, Berthe Guertin, Jeanne Grisé et Amédée Girouard. Yves Garon a qualifié ces échanges par correspondance de « critique intime » parce qu'ils restent dans la sphère privée par opposition à la critique publiée dans les journaux et revues. Cette correspondance est considérable, comme on le voit par la liste suivante :
- Olivar Asselin, 23 lettres, du 1er janvier 1926 au 24 décembre 1932
- Germain Beaulieu, 123 lettres, du 1er février 1909 au 18 décembre 1941. En voie de publication.
- Jean Bruchési, 26 lettres, du 8 octobre 1930 au 12 janvier 1944
- Robert Choquette, 37 lettres, du 8 février 1927 au 25 avril 1932
- Louvigny de Montigny, 23 lettres, du 25 février 1933 au 26 février 1943
- Alfred DesRochers, 121 lettres, du 31 décembre 1928 au 5 décembre 1939. Publiée en 2014.
- Rosaire Dion-Lévesque, 119 lettres, du 20 novembre 1928 au 22 novembre 1944. En voie de publication.
- Jules-Édouard Prévost, 95 lettres

Il a écrit aussi à  sa sœur Berthe Laurendeau et surtout à son fils Adéodat, à partir de 1924, quand celui-ci est allé vivre à Washington. Une partie de cette dernière correspondance a été publiée par Gabriel Nadeau sous le titre Les sentiments d'un père affectueux (1963).

## Positions politiques

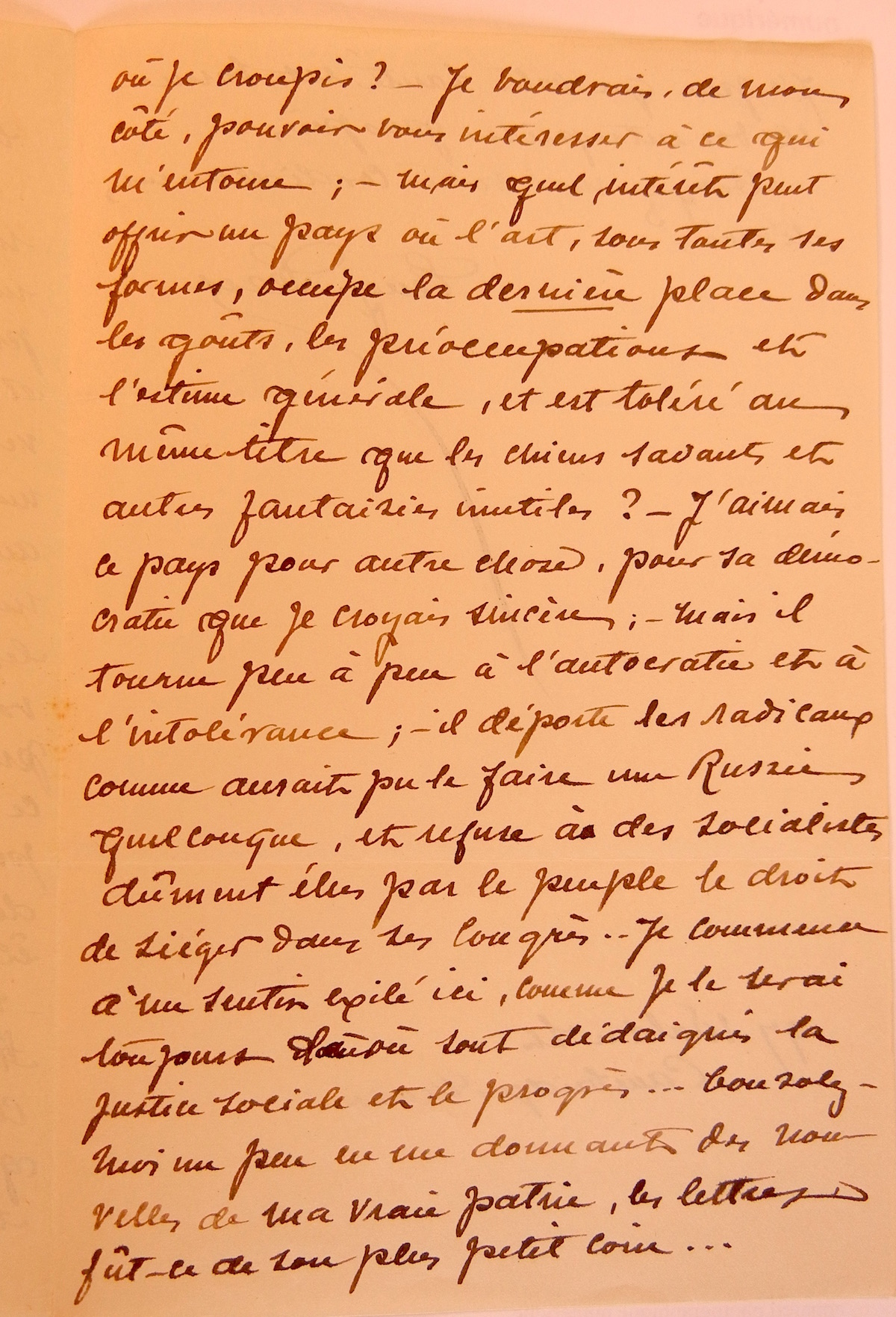
Lettre de Louis Dantin à Germain Beaulieu du 6 avril 1920.

Dantin a pris position contre les injustices sociales et « ses sympathies sont du côté des pauvres et des intellectuels, de ceux qui sont sincères et ont le sens critique ». Dans une lettre de 1920 à Germain Beaulieu, il dénonce le pouvoir aux États-Unis qui « déporte les radicaux comme aurait pu le faire une Russie quelconque et refuse à des socialistes dûment élus par le peuple le droit de siéger dans ses Congrès ». Dans les années 1930, il admire « le régime large, humain, progressif de Roosevelt » (voir ci-dessus). Dans ses articles de critique littéraire, il donne libre cours à ses opinions progressistes, se disant d'accord avec la doctrine socialiste visant au « maximum de bien-être pour le plus grand nombre, atteint par la coopération étroite de tous »
En 1938, il publie la « Complainte du chômeur », poème de quelque 170 vers de forme libre, dans lequel il se range au côté de tous les ouvriers qui ont perdu leur emploi. L'année suivante, il essaie d'obtenir de son ami le sénateur Jules-Edouard Prévost des renseignements sur la situation des chômeurs au Canada.
Il est pour l'égalité raciale, s'intéresse au jazz et va l'écouter dans les bars de Boston dès ses débuts. Il ne craint pas, dans les années 1920, de fréquenter une femme noire alors que les relations interraciales étaient très mal vues à cette époque. Il écrira Chanson javanaise et le roman Fanny en hommage à cette femme.
En 1933, il s'inquiète de la montée du fascisme en Allemagne nazie et appuie le sénateur Raoul Dandurand qui s'était élevé contre les actions d'un groupe canadien favorable au nazisme : « la lettre du sénateur Dandurand aux Jeune-Canada expose et dénonce admirablement l'étroitesse du geste de ces fanatiques en herbe, au sujet des événements d'Allemagne, et pose la « question juive» sur le seul terrain où des hommes conscients de la fraternité humaine, et des chrétiens, puissent la placer. »

## Pseudonymes
Dantin a utilisé divers pseudonymes, dans une volonté constante de franciser son nom ou de protéger son anonymat. Lorsqu'il devient secrétaire de sa congrégation à Paris en 1887 et rédacteur de la revue Le Très Saint-Sacrement, il signe ses articles sous le nom de Eugène Voyant, traduction de son patronyme Seers.
À Montréal, il signe ses poèmes religieux de la période 1898-1899 sous le nom de Serge Usène (anagramme d'Eugène Seers). Ce n'est qu'en 1900, lorsqu'il s'engage résolument dans la littérature profane, qu'il adopte le pseudonyme Louis Dantin. Désormais, il utilisera ce nom tout le reste de sa vie pour signer la presque totalité de ses textes publiés. Les seules exceptions sont Lucien Danet et Louis Danet, utilisés chacun une seule fois. Il n'a pas signé les longs poèmes Chanson javanaise – Journal d’un Canadien errant (1930), Chanson citadine (1931) et Chanson intellectuelle (1932), qu'il a fait publier à faible tirage pour distribuer à ses amis. Plus tard, il imaginera le pseudonyme Saint-Linoud (anagramme de Louis Dantin) pour signer le poème Chanson-Nature qui n'a pas été publié de son vivant et qui était encore considéré comme très osé lors de sa publication en 1963.
Il est à noter que l'usage de pseudonymes était une pratique courante dans les milieux littéraires de l'époque, où écrivains et journalistes l’utilisaient pour éviter la censure. Germain Beaulieu en a utilisé 20, E.-Z. Massicotte 29 et Mgr Olivier Maurault 74. Quant à Olivar Asselin, « il s'amusait à se dissimuler successivement en Brutus, Cambronne, Jules Vernier, King-Fou-Tcheou, Charles Dupré, Narcisse Meunier, Oncle Anthime, Julien Saint-Michel, Louis de Varennes, Xaintrailles, etc... »

## Controverse
Dans Le Naufragé du Vaisseau d'or (2013), Yvette Francoli développe l'hypothèse selon laquelle Louis Dantin serait le véritable auteur de l'œuvre achevée d'Émile Nelligan. Cette hypothèse avait déjà été avancée par Claude-Henri Grignon en 1938 dans les Pamphlets de Valdombre (no 4, mars 1938, p. 174). Lorsqu'il est mis au courant par Germain Beaulieu, Dantin rejette cette supposition comme une « fielleuse canaillerie » et, après avoir relu tout l'œuvre de Nelligan, affirme avoir fait, en tant qu'éditeur des poèmes, tout au plus une douzaine de retouches pour l'ensemble du volume « n’affectant jamais à la fois plus d’un mot ou un vers, et, sauf trois ou quatre peut-être, ne concernant que des erreurs ou des gaucheries grammaticales ». Il ajoute : 

« Ainsi, Nelligan signait mes poèmes, étant fou et croyant qu’ils étaient de lui! Croyez-vous vraiment, cher ami, qu’il soit utile de relever une insanité pareille! J’ai tenu dans mes mains les cahiers originaux de Nelligan, écrits avant qu’il m’eût jamais connu : — ces cahiers doivent être encore en possession de sa famille et formeraient la preuve surabondante qu’il en est bien l’auteur. Il m'a parfois demandé mon avis sur ses vers, et le lui ai donné; mais je n'ai jamais vu qu'il en tint grand compte. Je n'ai jamais, au grand jamais refait ses poèmes. Dans l'édition que j'en ai donnée, j'ai pu, ici et là, changer un mot ou même un hémistiche, quand le besoin m'en semblait évident; — mais je respectais bien trop son talent pour me permettre une altération de conséquence. »

Six ans plus tard, alors qu'il était aveugle et à quelques mois de la mort, Dantin réfute encore plus énergiquement cette supposition sur laquelle l'interrogeait son ami et légataire Gabriel Nadeau.
À cela s'ajoute que, dès la Préface au recueil de poèmes de Nelligan (1903), Dantin se montrait critique envers le jeune poète, considérant son œuvre poétique comme  et ne se privant pas de souligner ce qu'il voyait comme des défauts. Ainsi que le remarque François Hébert, « [l]’agacement de Dantin devant les excès et naïvetés de son protégé [...] n’a peut-être pas été assez souligné. » Leur inspiration est très différente aussi : « Avons-nous pris la peine de lire ses poèmes composés en même temps que ceux de Nelligan ? Ce sont surtout des sonnets de facture moins symboliste que platement allégorique et prenant pour thème l’Eucharistie. » En outre, « sa poésie ne flatte pas l'oreille comme celle d'un Nelligan ou d'un Verlaine, loin s'en faut. »
Dans un long article paru en 2016, Hayward et Vandendorpe passent au crible les arguments de Francoli et déconstruisent son « fragile échafaudage », tout en soulignant les différences d'inspiration et de technique poétique entre les deux poètes.

## Archives
Divers écrits ont été publiés à titre posthume en 1951, 1962, 1963 et 2002.
Sa première biographie, Louis Dantin : Sa vie et son œuvre (1948), est due au docteur Gabriel Nadeau. Les échanges de ce dernier avec Dantin ont commencé en 1933 et se sont poursuivis jusqu'à la fin, leur correspondance totalisant 75 lettres, essentiellement entre 1941 et 1944. Il a été le légataire de son importante correspondance, tandis que Rosaire Dion-Lévesque a reçu son œuvre littéraire posthume, notamment le roman semi-autobiographique Les Enfances de Fanny (1951).
Le fonds Louis Dantin est conservé au centre d'archives de la BAnQ. Toutefois, les documents les plus importants, notamment sa correspondance, se trouvent dans le Fonds Gabriel Nadeau. Ce dernier fonds, également conservé à la BANQ, compte 47 boîtes.

## Œuvres

### Poèmes, contes, essais, roman
- 1900 : Franges d'autel. Poésies de Serge Usène, Émile Nelligan, Lucien Renier, Arthur de Bussières, Albert Ferland, J.-B. Lagacé, Amédée Gélinas, Louis Dantin, etc. (En ligne)
- 1928 : Poètes de l'Amérique française. Études critiques. Montréal : Louis Carrier & cie, Les Éditions du Mercure
- 1930 : La Vie en rêve, Montréal : Librairie d'Action canadienne-française, Récits et nouvelles En ligne
- 1930 : Chanson javanaise, éditeur : Samarang Java
- 1930 : Le Mouvement littéraire dans les Cantons de l'Est
- 1931 : Gloses critiques, Montréal : Éditions A. Lévesque[77]
- 1932 : Le Coffret de Crusoé, éditeur : Montréal : Éditions Albert Lévesque. Librairie d'Action canadienne-française ltée. (En ligne)
- 1932 : Chanson intellectuelle, éditeur : Québec
- 1934 : Poètes de l'Amérique française : études critiques, IIe série, Montréal : Éditions A. Lévesque.
- 1935: Gloses critiques II, Montréal : Éditions A. Lévesque
- 1936 : Contes de Noël, Montréal : Éditions Albert Lévesque En ligne
- 1936 : L'Invitée, conte de Noël, Montréal : ACF En ligne
- 1937 : Je me souviens, Montréal : Beauchemin
- 1951 : Les Enfances de Fanny, roman, Montréal : les Éditions Chanteclerc. (En ligne). Réédition Montréal, Fides, 2017
- 1962 : Poèmes d'outre-tombe, éditeur : Trois-Rivières : Éditions du Bien public (En ligne)
- 1963 : Un manuscrit retrouvé à Kor-El-Fantin (Chanson-Nature de Saint-Linoud), Eleuthéropolis, Trois-Rivières : les Presses idéales, « Les Cahiers de Louis Dantin ».
- 2000 : L'Abîme hospitalier, Trois-Rivières : Écrits des Forges -  (ISBN 2-89046-591-8)
- 2002 : Essais critiques, Montréal : Presses de l'Université de Montréal, Bibliothèque du nouveau monde , 2 volumes   (ISBN 2-7606-1805-6 et 2-7606-1846-3)

### Préfaces
- 1903 - 1904 : Préface de Émile Nelligan et son œuvre, Montréal, Beauchemin (En ligne)
- 1929 : Préface à l'ouvrage d'Alice Jovette-Bernier, Tout n'est pas dit, Montréal : Éditions Édouard Garand
- 1935 : Préface à l'ouvrage de Jean Charbonneau L'École littéraire de Montréal : ses origines, ses animateurs, ses influences, Montréal : Éditions Albert Lévesque

### Correspondance
- 2014 Pierre Hébert, Patricia Godbout et Richard Giguère, La correspondance entre Louis Dantin et Alfred DesRochers : Une émulation littéraire (1928-1939), Montréal, Fides, 2014
- 1963 : Les Sentiments d'un père affectueux. Lettres de Louis Dantin à son fils, Trois-Rivières : les Éditions du Bien public

### Rééditions
- 2013 : Contes et Nouvelles («Printemps», «Rose-Anne», «Sympathies», «Le Risque», «La Locomotive», «Tu tousses?», «Cistus», «La Messe de Florent Létourneau», «La comète», «Le Noël de Caroline», «L’Invitée»). La Bibliothèque électronique du Québec. 256 p. (En ligne).
- 2003 : La Triste Histoire de Li-Hung Fong et autres poèmes, Montréal : Les Herbes rouges  (ISBN 2-89419-221-5). Contient aussi « Chanson - nature », « Stance païenne », « La Complainte du chômeur », « Chanson intellectuelle », « Chanson javanaise », « Noël intime », « L'Hostie du maléfice », « Le Nénuphar » et « Optimisme ».
- 2017 : Les Enfances de Fanny, roman, Fides, coll. « Biblio ».

## Hommages
L'impasse Louis-Dantin a été nommée en son honneur dans l'ancienne ville de Loretteville en 1986, maintenant présente dans la ville de Québec.